# ريتشارد ويبر (شاعر)
ريتشارد ويبر (بالإنجليزية: Richard Weber)‏ هو شاعر أيرلندي، ولد في 1932 في دبلن في جمهورية أيرلندا.